# Лонин
УЛони́н (кит. упр. 洛宁, пиньинь Luòníng) — уезд городского округа Лоян провинции Хэнань (КНР).

## История
При империи Северная Вэй в 487 году были образованы уезды Сяосянь (崤县) и Наньшэнчи (南渑池县), а в 513 году — Наньшань (南陕县) и Цзиньмэнь (金门县). При империи Западная Вэй в 537 году был создан уезд Бэйиян (北宜阳县), в 552 году уезд Наньшань был переименован в Чанъюань (长渊县), а в 553 году уезд Бэйиян — в Сюнъэр (熊耳县). При империи Поздняя Чжоу уезд Наньшэнчи был переименован в Чанло (昌洛县). При империи Суй уезд Чанло был переименован в Лошуй (洛水县), а в 605 году уезды Сяосянь и Лошуй были присоединены к уезду Сюнъэр. При империи Тан в 618 году уезд Сюнъэр был переименован в Юннин (永宁县), а уезд Чанъюань — в Чаншуй (长水县). При империи Юань в 1266 году уезд Чаншуй был присоединён к уезду Юннин.
После образования Китайской республики уезд Юннин был в 1913 году переименован в Лонин. В 1947 году во время гражданской войны они перешли под контроль коммунистов, и коммунистическими властями уезд был разделён на уезды Лонань (洛南县) и Лобэй (洛北县). В 1948 году они были вновь объединены в уезд Лонин, который вошёл в состав Специального района Шаньчжоу (陕州专区). В 1952 году Специальный район Шаньчжоу был присоединён к Специальному району Лоян (洛阳专区). В 1969 году Специальный район Лоян был переименован в Округ Лоян (洛阳地区). В 1986 году округ Лоян был расформирован, и уезд вошёл в состав городского округа Лоян.

## Административное деление
Уезд делится на 10 посёлков и 8 волостей.

## Достопримечательности
- Поселок Айхэ, также известный как международная трехцветная керамическая деревня[2].